# چوب‌پیمای چوچیلا
چوب‌پیمای چوچیلا (به لاتین: Orthonyx spaldingii) یک پرنده گنجشک‌سان از تیرهٔ چوب‌پیمایان (Orthonychidae) و گونه بومی استرالیا است.
چوب‌پیمای چوچیلا محدود به جنگل‌های بارانی گرمسیری بلندبوم و پست‌بوم شمال شرقی کوئینزلند است.
جیرهٔ غذایی عمدتاً از بی‌مهرگان است، اما مهره‌داران کوچک نیز وجود دارند.